# Isanthus capensis
Isanthus capensis är en havsanemonart som beskrevs av Oscar Henrik Carlgren 1938. Isanthus capensis ingår i släktet Isanthus och familjen Isanthidae. Inga underarter finns listade i Catalogue of Life.